# Moutonnée Lake
Moutonnée Lake är en sjö i Antarktis. Den ligger i Västantarktis. Argentina, Chile och Storbritannien gör anspråk på området. Moutonnée Lake ligger 63 meter över havet.